# Asota anawa
Asota anawa är en fjärilsart som beskrevs av Swinhoe 1903. Asota anawa ingår i släktet Asota och familjen nattflyn. Inga underarter finns listade i Catalogue of Life.